# Tara Williams
Tara Vonnetta Williams (Homerville, 23 luglio 1974) è un'ex cestista statunitense, professionista nella WNBA.

## Carriera
Ha disputato due stagioni nella WNBA, una nelle Phoenix Mercury e una nelle Portland Fire.